# Toyota

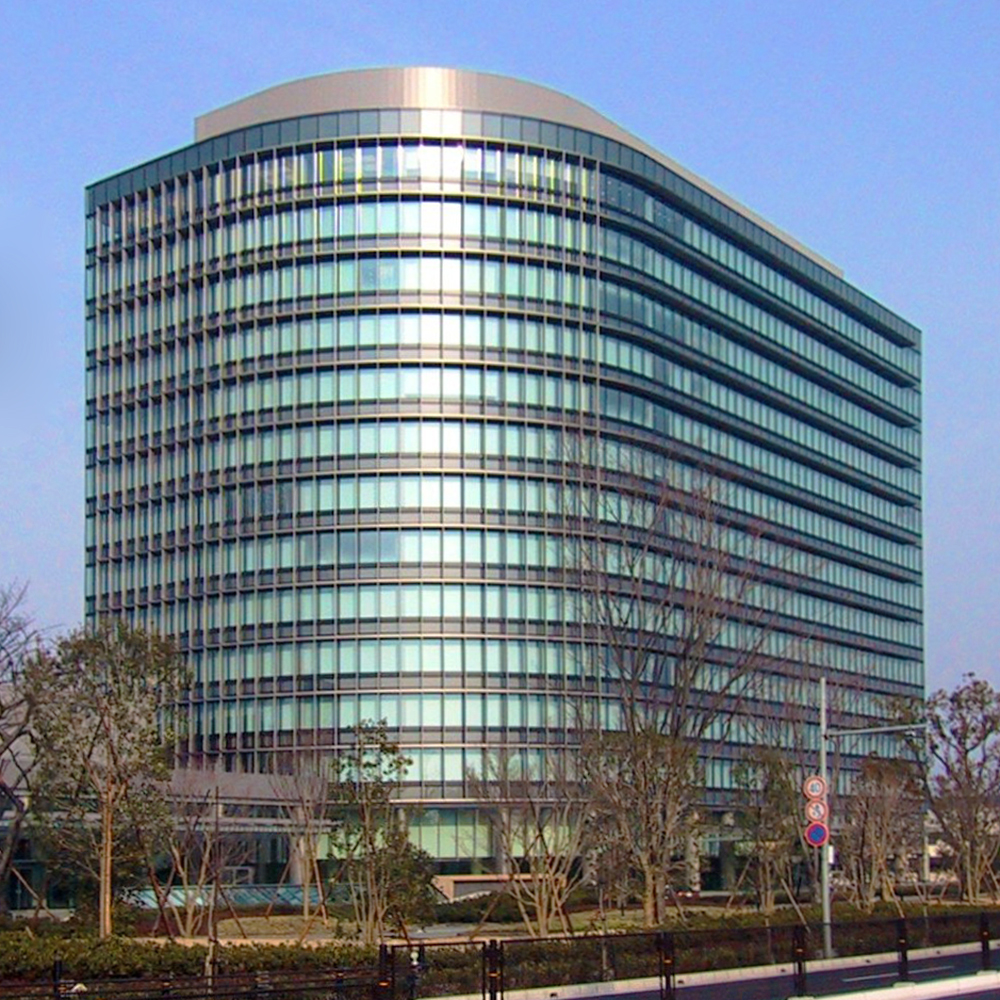
Штаб-квартира Toyota Motor Corporation

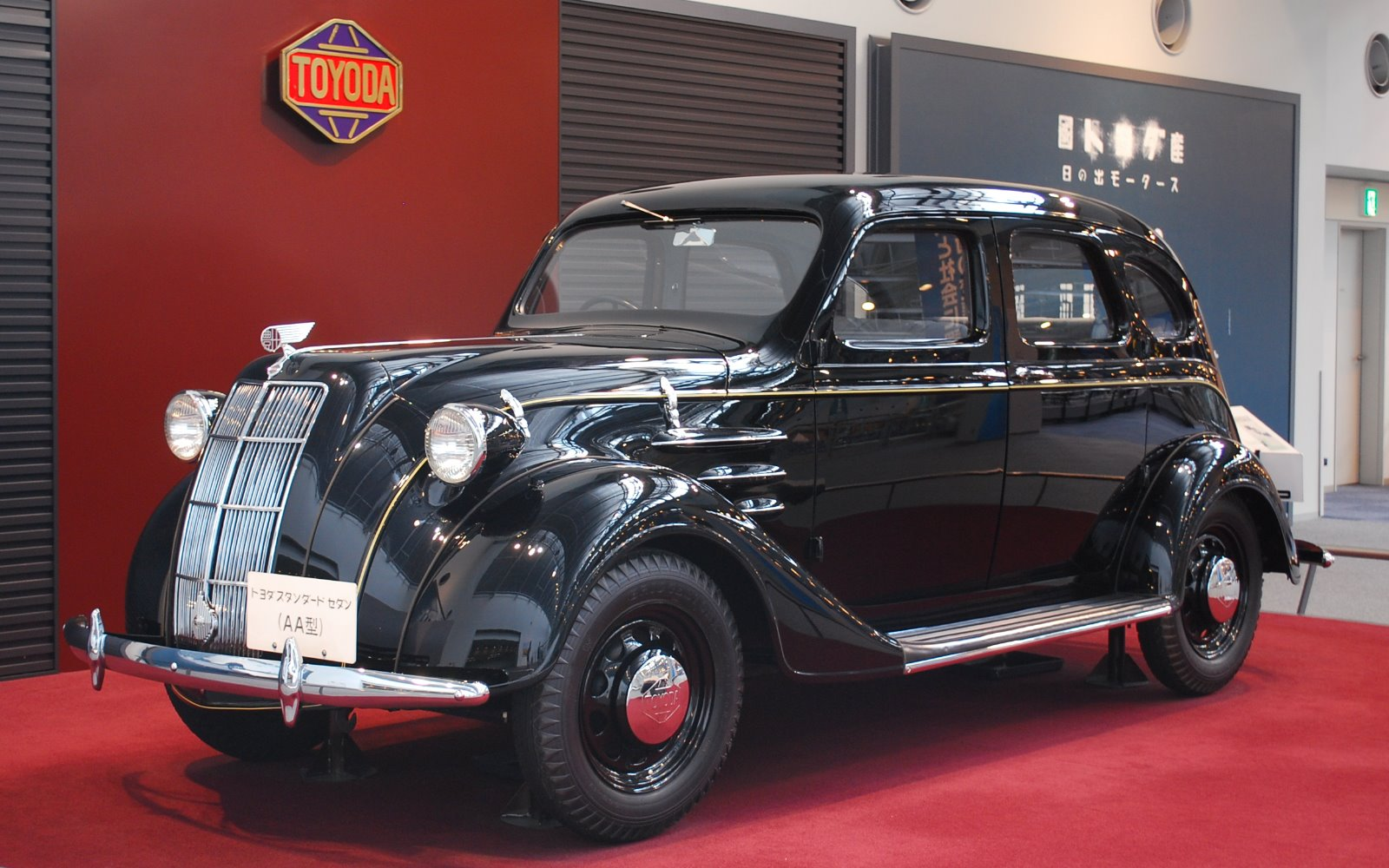
1936 Toyota Модель А. А.

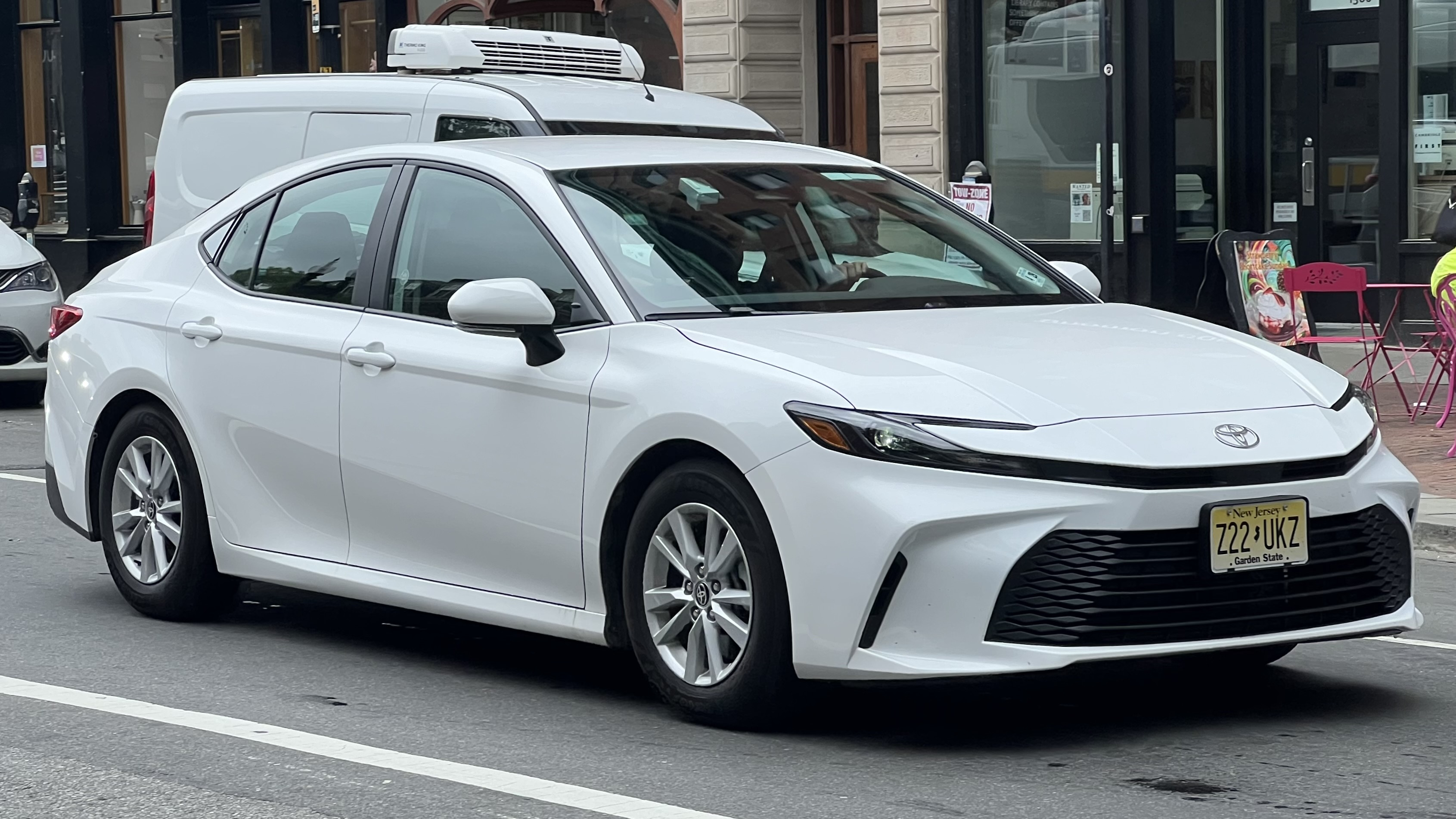
Toyota Camry збирається в багатьох країнах в усьому світі, включаючи Австралію, Китай, Тайвань, ОАЕ, Японію, Малайзію, Філіппіни, Таїланд, Індію, В'єтнам і США.

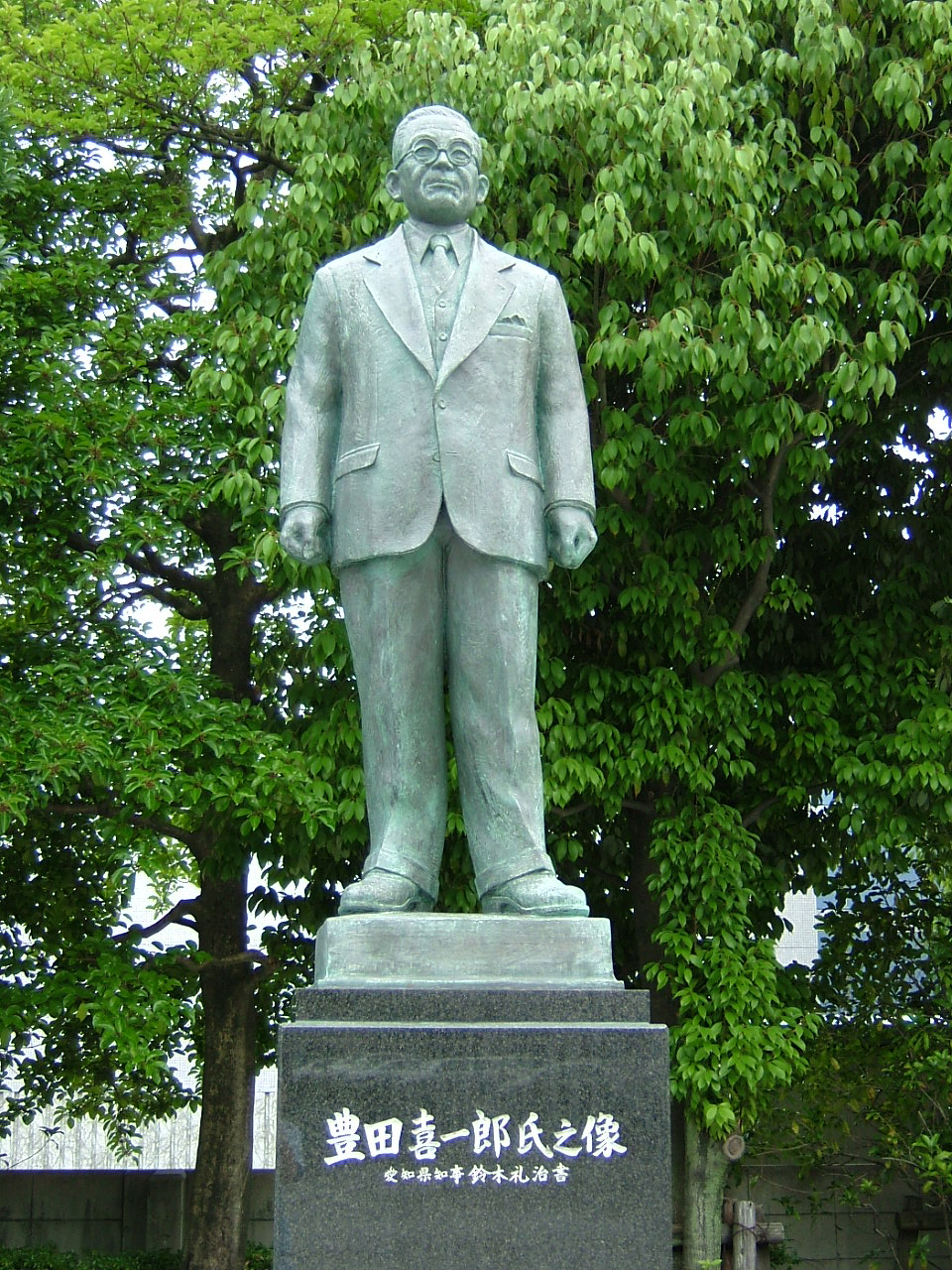
Киічіро Тойода (Kiichiro Toyoda)

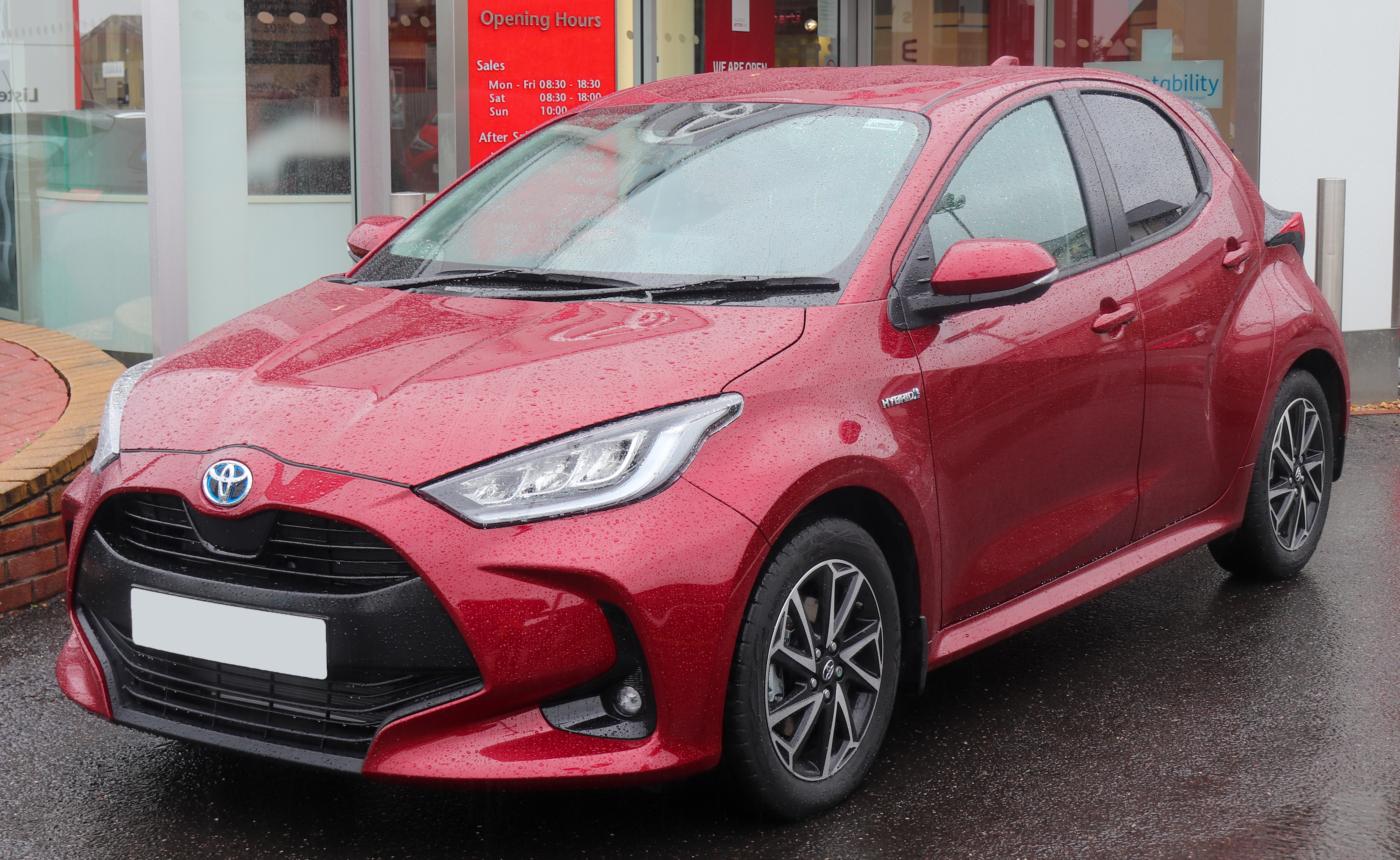
Toyota Yaris — популярна мікролітражка

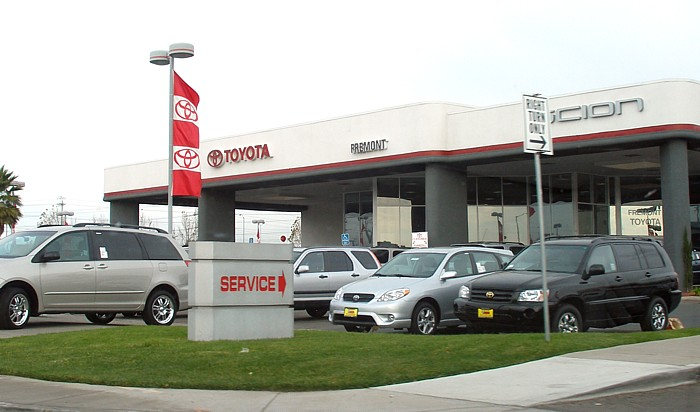
Дилерська мережа Toyota в Каліфорнії.

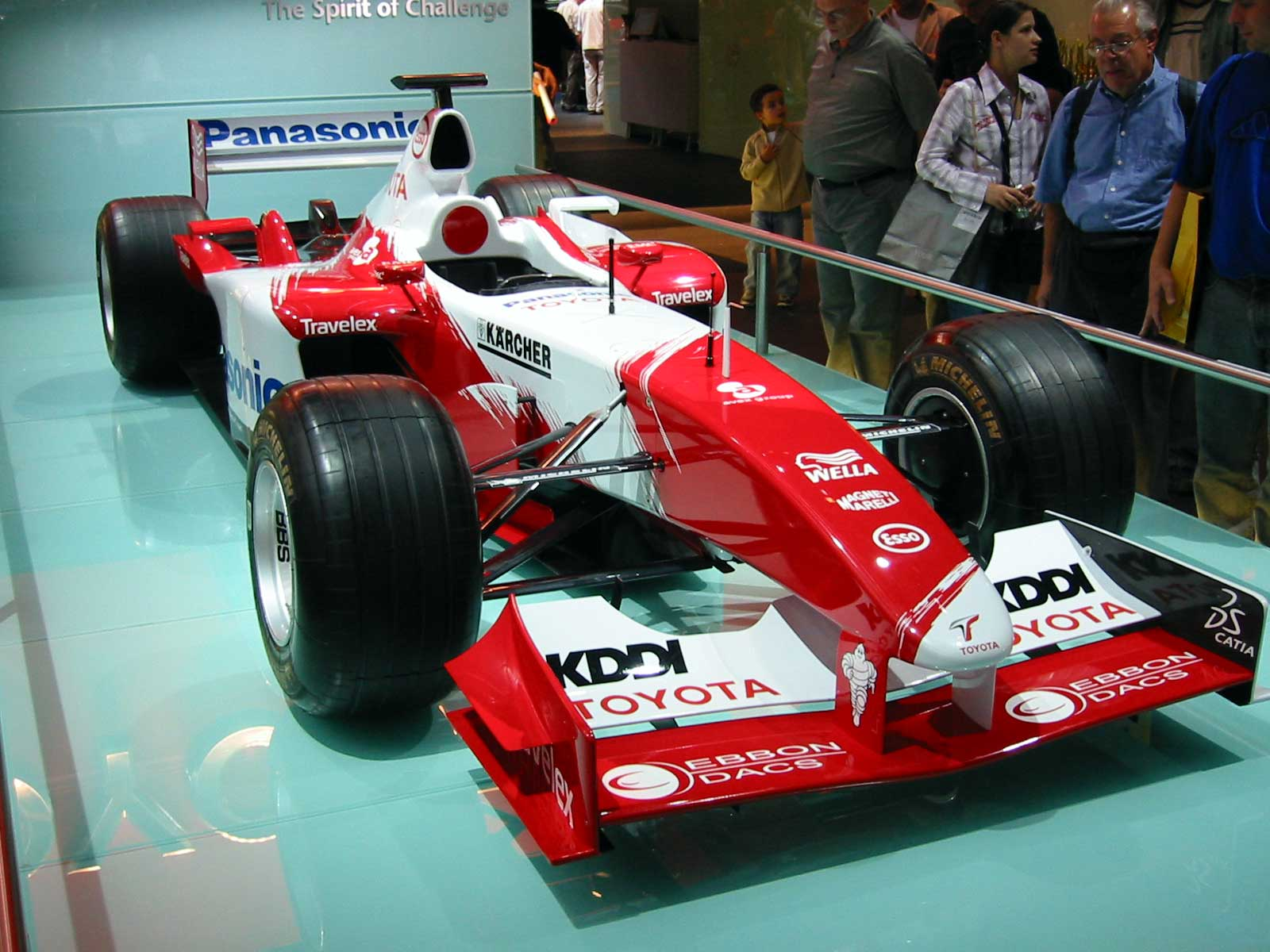
Toyota F1 2003.

Тойота Мотор Корпорейшн (оригінальна назва: яп. トヨタ自動車株式会社, Тойота Джідошя Кабушікіґайшя, «Акціонерне товариство „Тойота-Мотор“»; офіційна англійська назва: Toyota Motor Corporation) — японська автомобільна корпорація, що входить до складу фінансово-промислової групи «Тойота». Одна з найбільших автомобільних компаній світу. Випускає свою продукцію під різними марками, зокрема, «Дайхацу», «Лексус», «Тойота», «Хіно». Штаб-квартира розташована у місті Тойота, префектура Айчі, Японія. Компанія Тойота за своїм рівнем ринкової капіталізації (бл. 220 млрд доларів США у травні 2007 р.) була найдорожчою у світі серед автомобілебудівних компаній .
У першому кварталі 2007 року «Тойота» з показником 2,348 млн проданих авто вперше зайняла за цим показником перше місце у світі, обійшовши GM (2,26 млн), беззмінного лідера впродовж десятиліть. Toyota Motor закріпила тенденція на лідерство, ставши найбільшим у світі автовиробником за підсумками 2008 року, відібравши лідерство у General Motors Corp. General Motors був «номером один» протягом 77-ти років і активно використовувала цей факт у рекламі. Продажі американської компанії 2008 року впали на 11 % — до 8,35 млн. автомобілів. Toyota же продала в усьому світі 8,97 млн. автомобілів, що на 4 % менше, ніж рік тому.

## Історія

### 1930
Японська автомобільна компанія була організована в 1935 р. як відділення заводу Toyoda Automatic Loom Works, зайнятого виготовленням текстильних верстатів. Його глава Кіїчіро Тойода (Kiichiro Toyoda) старший син власника компанії Сакічі Тойоди (Sakichi Toyoda) започаткував виробництво автомобілів (легкових і вантажних) за американським зразком. Його дещо змінене прізвище і стало торговою маркою фірми.
У 1936 році був запущений у виробництво перший пасажирський автомобіль Model A1 (згодом AA). Тоді ж було проведене перше експортне постачання — чотири вантажівки Model G1 вирушили до північного Китаю.
У 1937 р., автомобільний департамент перетворився на окрему компанію Toyota Motor Co., Ltd.

### 1940
Після Другої світової війни почалося виробництво моделі Toyota Model SA — це відбулося в 1947 році.

### 1950
У 50-х роках в компанії проводилося розроблення власних конструкцій, розширювався модельний ряд — з'явився всюдихід Land Cruiser.
У 1952 році помер засновник компанії — Кіїчіро Тойода.
У 1950 році відділ реалізації виділився в незалежну компанію Toyota Motor Sales Co., Ltd. (TMS).
У 1957 перші автомобілі Toyota Crown японського виробництва були експортовані в США, де у зв'язку з цим почала свою діяльність компанія Toyota Motor Sales, U.S.A.
В 1959 починається виробництво автомобілів Toyota в Бразилії. У Австралії заснована компанія Toyota Motor Sales Australia Co., Ltd.

### 1960
У 1961 році розпочато виробництво першого невеликого економічного автомобіля Toyota Publica.
У 1962 на заводах в Японії був випущений мільйонний за свою історію автомобіль Toyota. Активно розвивалась мережа дилерів Toyota: почалось виробництво автомобілів Toyota в Південній Африці на Toyota South Africa Motors (Pty.), Ltd. У Таїланді була заснована компанія Toyota Motor Thailand Co., Ltd. (TMT).
У 1966 році Toyota випустила модель Corolla, виробництво якої з успіхом продовжується і нині, а також укладає ділову угоду з компанією Hino — ще одним японським автовиробником.
У 1967 до «Тойота Мотор» приєднався «Дайхацу Мотор» (Daihatsu Motor Company).

### 1970
1970-і роки ознаменувалися будівництвом нових заводів і постійними технічними удосконаленнями агрегатів.
У 1970 почалось виробництво моделі Celica, Sprinter, Carina.
У 1972 році з конвеєра зійшов 10-мільйонний автомобіль Toyota.
У 1978 вийшов Tercel, який став першим передньопривідним японським автомобілем. До кінця 70-х з'явилась на світ модель Mark II.

### 1980
На початку 80-х років почався випуск моделі Camry.
У 1982 році компанії Toyota Motor Co., Ltd. і Toyota Motor Sales Co., Ltd. злились в Toyota Motor Corporation.
У 1983 році Toyota підписує багаторічну угоду з General Motors, в результаті якого в 1984 починається виробництво автомобілів на їх спільному підприємстві в США.
У 1986 році був випущений вже 50-мільйонний автомобіль марки Toyota.
Нові моделі Toyota — Corsa, Corolla II, 4Runner з'явилися до кінця 80-х. Одним з головних подій цього періоду можна вважати появу в 1988 марки Lexus — підрозділу Toyota в галузі розкішних дорогих авто, створеного для випуску автомобілів високого класу. Вже в 1989 році були представлені та надійшли в продаж такі моделі, як Lexus LS400 і Lexus ES250.

### 1990
У 90-ті роки Toyota уклала дилерські угоди з Audi та Volkswagen, в 1995 році підписала з Hino і Daihatsu угоду про пайовий розподіл продукції.
1990 рік ознаменувався відкриттям власного дизайнерського центру — Tokyo Design Center.
У 1992 починалось виробництво автомобілів на Toyota Motor Manufacturing (UK) Ltd.
У 1996 в Японії випущений 90-мільйонний автомобіль Toyota. У тому ж році був відкритий Toyota Training Center в Москві та почалося виробництво чотиритактного бензинового двигуна з безпосереднім упорскуванням палива (D-4).
У 1997 році була створена модель Prius, оснащена гібридним двигуном (Toyota Hybrid System). Крім Prius, гібридними двигунами були оснащені моделі Coaster і RAV4. У тому ж році було оголошено про запуск у виробництво моделі Raum, а в 1998 — Avensis і нового покоління культового всюдихода Land Cruiser 100. Тоді ж Toyota придбала контрольний пакет акцій Daihatsu.
У 1999 році в Японії був випущений 100-мільйонний автомобіль Toyota.

### 2000
У 2000 році продажу моделі Prius досягли 50 тисяч в усьому світі, було запущене нове покоління RAV4.
2001 була продана 5-мільйонна Camry в США.
У 2002 заводська команда Toyota взяла участь в чемпіонаті світу з автоперегонів Formula 1.
У І-му кварталі 2007 Тойота з показником 2,348 млн проданих авто вперше зайняла за цим показником перше місце у світі обійшовши GM (2,26 млн), беззмінного лідера впродовж десятиліть.

### Сучасна Тойота

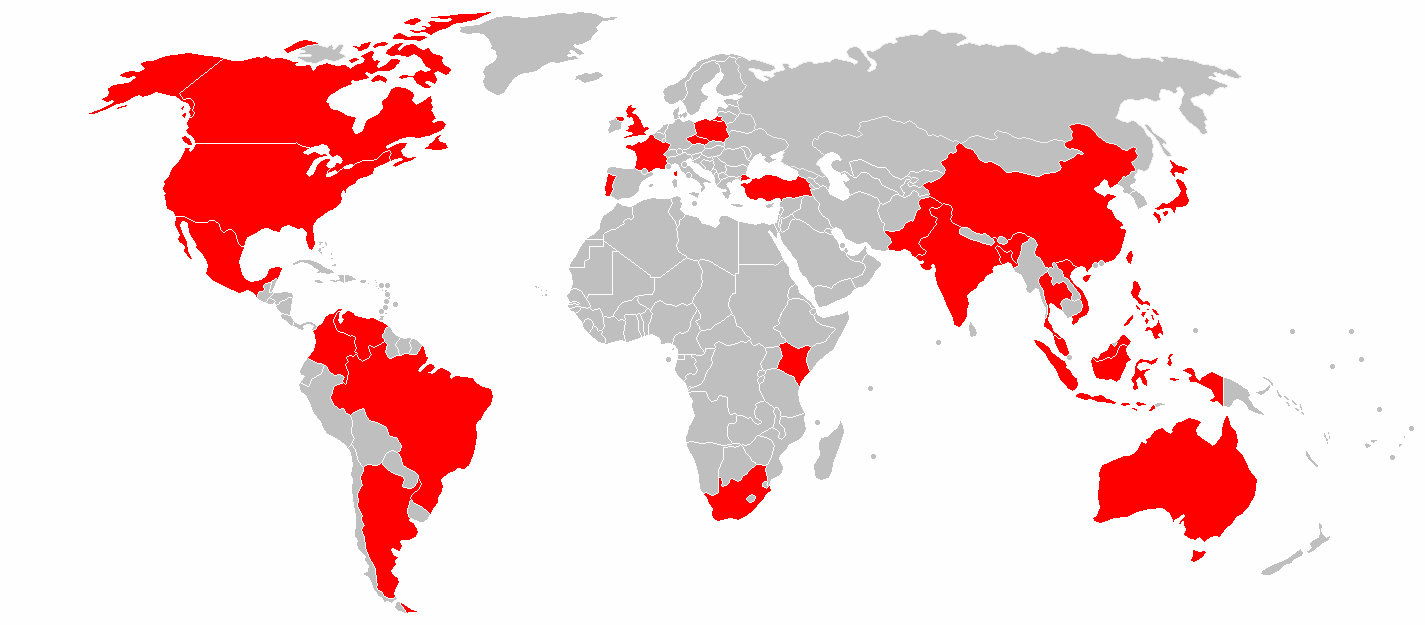
Країни, в яких виробляють продукцію Тойоти

Сьогодні Тойота — один з найбільших світових виробників автомобілів. У групі Toyota — багато як автомобільних, так і таких компаній, що займаються багатьма різними видами діяльності.

#### Зарубіжні виробничі підрозділи, філіали та заводи
- Канада Toyota Motor Mfg Canada Inc. Штаб-квартира та завод розташовані у м. Міссісога, пров. Онтаріо
- Канада Toyota Motor Mfg Canada Inc. Штаб-квартира — у м. Кембридж, пров. Онтаріо. Заводи у:
  - м. Кембридж, пров. Онтаріо;
  - м. Вудсток, пров. Онтаріо;
- Канада Canadian Autoparts Toyota, Inc.. Штаб-квартира та завод — у м. Дельта, пров. Британська Колумбія (виробництво коліс із алюмінієвими дисками для заводів «Toyota» в Канаді, США, Японії)
- Мексика Toyota Motor Manufacturing de Baja California S. de RL de C.V.. Штаб-квартира та завод — у м. Тіхуана, штат Баха-Каліфорнія
- США Toyota Motor Manufacturing Kentucky Inc. Штаб-квартира і завод — у м. Джорджтаун, штат Кентуккі
- США Toyota Motor Mfg Northern Kentucky Inc. Штаб-квартира і завод — у м. Ерланґер, штат Кентуккі
- США Toyota Auto Body Co Inc. Штаб-квартира і завод — у м. Лонг-Біч, штат Каліфорнія
- США Toyota Motor Manufacturing Indiana Inc. Штаб-квартира — у м. Принстон, штат Індіана. Завод — поблизу м. Форт Бренч, штат Індіана
- США Toyota Motor Manufacturing California. Штаб-квартира і завод — у м. Фремонт, штат Каліфорнія
- США New United Motor Manufacturing Inc. Штаб-квартира і завод — у м. Фремонт, штат Каліфорнія (з 2010-го року у власності Tesla Motors)
- США Toyota Motor Manufacturing Texas Inc. Штаб-квартира і завод — у м. Сан-Антоніо, штат Техас
- США Toyota Motor Manufacturing Mississippi. Штаб-квартира і завод — у м. Блу Спрінґс, штат Міссісіпі
- США Toyota Motor Manufacturing, Alabama, Inc. Штаб-квартира і завод — у м. Блу Спрінґс, штат Алабама
- США Subaru of Indiana Automotive Inc. Штаб-квартира і завод — у м. Лафайєт, штат Індіана
- Австралія AMI Toyota Ltd. Штаб-квартира та завод — у м. Мельбурн]] (р-ни Порт Мельбурн та Алтона)
- Нова Зеландія Toyota New Zealand Limited. Штаб-квартира та завод — у м. Веллінгтон
- Аргентина Toyota Argentina SA. Штаб-квартира — у м. Буенос-Айрес. Завод — у м. Сарате, провінція Буенос-Айрес
- Венесуела Toyota De Venezuela C A. Штаб-квартира та завод — у м. Кумана, штат Сукре
- Бразилія Toyota Do Brasil S/A. Штаб-квартира — у м. Сан-Бернарду-ду-Кампу, штат Сан-Паулу. Заводи у:
  - м. Сан-Бернарду-ду-Кампу, штат Сан-Паулу (перший із заводів «Toyota» за межами Японії);
  - м. Індаятуба, штат Сан-Паулу;
  - м. Сорокаба, штат Сан-Паулу;
  - м. Порту-Феліс, штат Сан-Паулу (двигуни)
- Колумбія Sofasa SA. Штаб-квартира та завод — у м. Енвіґадо, департамент Антіокія
- ПАР Toyota SA Mfg Ltd. Штаб-квартира та завод — у м. Ісіпінго Пляж, пров. Квазулу-Наталь
- Єгипет Toyota Motor Engineering Egypt S.A.E.. Штаб-квартира і завод у м. Каїр
- Марокко Toyota Du Maroc. Штаб-квартира та завод — у м. Касабланка р-н Сіді
- КНР Guangzhou Toyota Motor Co Ltd. Штаб-квартира і завод — у м. Гуанчжоу, пров. Гуандун
- Індія Toyota Kirloskar Motor Pvt Ltd. Штаб-квартира — у м. Бенґалуру, штат Карнатака. Заводи у:
  - м. Бідаді, штат Карнатака;
  - м. Бенґалуру, штат Карнатака
- Індонезія PT Toyota Astra Motor. Штаб-квартира — у м. Джакарта. Завод — у м. Цікампек, пров. Караван
- Таїланд Toyota Motor Thailand Co Ltd. Штаб-квартира та завод — у районі Самрон, що у провінції Самутпракан
- Таїланд Toyota Motor Thailand Co Ltd. Штаб-квартира знаходиться у м.  Чачоенґсао, провінція Чачоенґсао. Заводи у:
  - с. Ґейтвей, провінція Чачоенґсао;
  - с. Банпо, провінція Чачоенґсао
- Таїланд Siam Toyota Manufacturing Co., Ltd.. Штаб-квартира та завод- у м. Чонбурі, пров. Чонбурі (двигуни)
- Туреччина Toyota Motor Europe (Turkey). Штаб-квартира та завод — у м. Адапазари, р-н Аріфіє, іл Сакар'я
- Філіппіни  Toyota Motor Philippines Corp.. Штаб-квартира та завод розташовані у м. Снта-Роса, провінція Лагуна
- Малайзія UMW Toyota Motor Sdn Bhd. Штаб-квартира та основні виробничі потужності розташовані у м. Шах-Алам, провінція Селангор
- В'єтнам Toyota Motor Vietnam Co Ltd. Штаб-квартира та завод — у м. Фук'єн, пров. Віньфук
- Велика Британія Toyota Motor Manufacturing (UK) Ltd. Штаб-квартира та завод — у с. Барнестон, графство Дербішир
- Чехія Toyota Peugeot Citroën Automobile Czech. Штаб-квартира та завод — у м. Колін, Середньочеський край
- Ірландія Toyota (Ireland) Limited. Штаб-квартира та завод — у м. Дублін
- Франція Toyota Motor Manufacturing France. Штаб-квартира та завод — у м. Валансьєнн
- Франція PSA Peugeot Citroën. Штаб-квартира та завод — у м. Париж
- Німеччина Toyota Motorsport GmbH. Штаб-квартира та завод — у м. Кельн
- Бельгія Toyota Motor Europe NV/SA. Штаб-квартира та завод — у м. Брюссель

### 2010
До 2010 компанія планувала знизити витрати на виробництво гібридних авто, так щоби їх ціна зрівнялася з автомобілями з бензиновими двигунами. У 2010 році показник виробництва гібридних авто Toyota Motor повинен був досягти близько 1 млн.

### 2020-
Керівництво Тойота заявляло, що до 2020 року гібридна силова установка стане стандартною для 100 % моделей компанії.
У листопаді 2020 року Toyota анонсувала «новий седан дешевше Camry», який візьме участь в автосалоні в Гуанчжоу (20—29 листопада).
14 грудня 2021 року Toyota презентувала 15  електрокарів: від міських компактів і кросоверів до пікапів і суперкарів. Загалом Акіо Тойода анонсує 30 акумуляторних електричних моделей до 2030 року та загальний глобальний продаж електромобілів 3,5 млн за той самий період часу. Раніше голова компанії пропонував зосередитися на гібридних автомобілях та застеріг від зайвого захоплення повною електрифікацією автотранспорту.
Тойота виробила загалом 300 мільйонів автомобілів у всьому світі, включаючи виробництво на вересень 2023 року. Цей досягнутий показник відзначається через 88 років і два місяці після початку виробництва перших автомобілів Тойота, зокрема моделі Model G1 truck в серпні 1935 року. Загальна кількість включає в себе внутрішнє та міжнародне виробництво, з 180,52 мільйонами автомобілів, виробленими в Японії, і 119,6 мільйонами виробленими за кордоном (на кінець вересня 2023 року). Найбільш великий обсяг виробництва має модель Corolla, яка на кінець вересня 2023 року досягла кумулятивного світового виробництва в 53,399 мільйони одиниць.

## Принципи ведення бізнесу
14 принципів менеджменту в компанії Тойота (Toyota Production System)
1. Приймай управлінські рішення з урахуванням довгострокової перспективи, навіть якщо це завдає шкоди короткостроковим фінансовим цілям.
2. Процес у вигляді безперервного потоку сприяє виявленню проблем.
3. Використовуй схему «витягування» виробництва, щоб уникнути перевиробництва. Організація роботи виробництва вимагає, щоб споживач отримав те, що йому потрібно, у потрібний час і в потрібній кількості.
4. Вирівнюй обсяги робіт. Для того, щоб створити правильне ощадливе виробництво і домогтися поліпшення якості обслуговування, потрібно вирівняти графік виробництва, не завжди категорично дотримуючись порядку надходження замовлень.
5. Зупиняй виробництво, якщо того вимагає якість.
6. Стандартні завдання і делегування повноважень співробітникам — основа безперервного вдосконалення.
7. Використовуй візуальний контроль, щоб жодна проблема не залишилася непоміченою.
8. Використовуй тільки надійну, випробувану технологію.
9. Виховуй лідерів, які досконало знають свою справу, сповідують філософію компанії і можуть навчити цьому інших.
10. Виховуй неабияких людей і формуй команди, які сповідують корпоративну філософію.
11. Поважай своїх партнерів і постачальників, став перед ними важкі завдання й допомагай удосконалюватися.
12. Хочеш розібратися в ситуації — подивись на все своїми очима.
13. Приймай рішення не кваплячись, зваживши всі можливі варіанти.
14. Зроби свою компанію організацією, яка навчається за рахунок невпинного аналізу і безперервного вдосконалення.